# Girolamo Enrico Beltramini-Miazzi
Girolamo Enrico Beltramini-Miazzi (Bassano del Grappa, 31 ottobre 1738 – Treviso, 24 marzo 1779) è stato un vescovo cattolico italiano.

## Biografia
Nato il 31 ottobre 1738 a Bassano del Grappa, fu ordinato sacerdote il 19 dicembre 1772 per la diocesi di Treviso.
Il 15 dicembre 1777 fu eletto vescovo di Feltre. Ricevette la consacrazione episcopale il 21 dicembre a Roma, nella chiesa di Sant'Ignazio di Loyola in Campo Marzio, per l'imposizione delle mani del cardinale Carlo Rezzonico.
Morì il 24 marzo 1779 a Treviso, ove fu sepolto nel tempio di San Nicolò; le viscere furono invece inumate nella basilica di Santa Maria Maggiore.

## Genealogia episcopale
La genealogia episcopale è:
- Cardinale Scipione Rebiba
- Cardinale Giulio Antonio Santori
- Cardinale Girolamo Bernerio, O.P.
- Arcivescovo Galeazzo Sanvitale
- Cardinale Ludovico Ludovisi
- Cardinale Luigi Caetani
- Cardinale Ulderico Carpegna
- Cardinale Paluzzo Paluzzi Altieri degli Albertoni
- Papa Benedetto XIII
- Papa Benedetto XIV
- Papa Clemente XIII
- Cardinale Giovanni Francesco Albani
- Cardinale Carlo Rezzonico
- Vescovo Girolamo Enrico Beltramini-Miazzi